# Студенок (Сумская область)

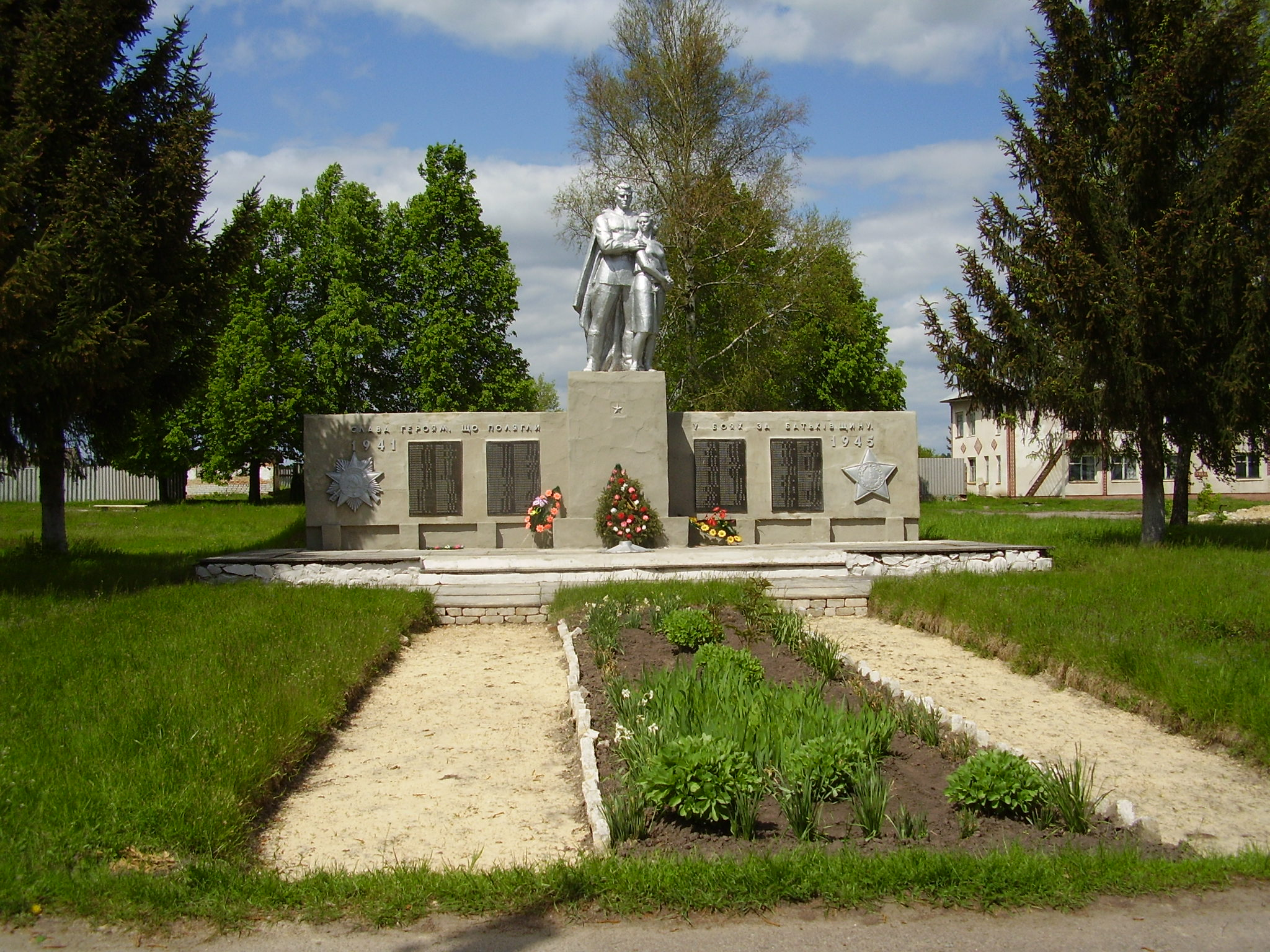
Братская могила советских воинов

Студенок (укр. Студенок) — село, Студенокский сельский совет, Глуховский район, Сумская область, Украина.
Код КОАТУУ — 5921587501. Население по переписи 2001 года составляло 903 человека.

Является административным центром Студенокского сельского совета, в который не входят другие населённые пункты.

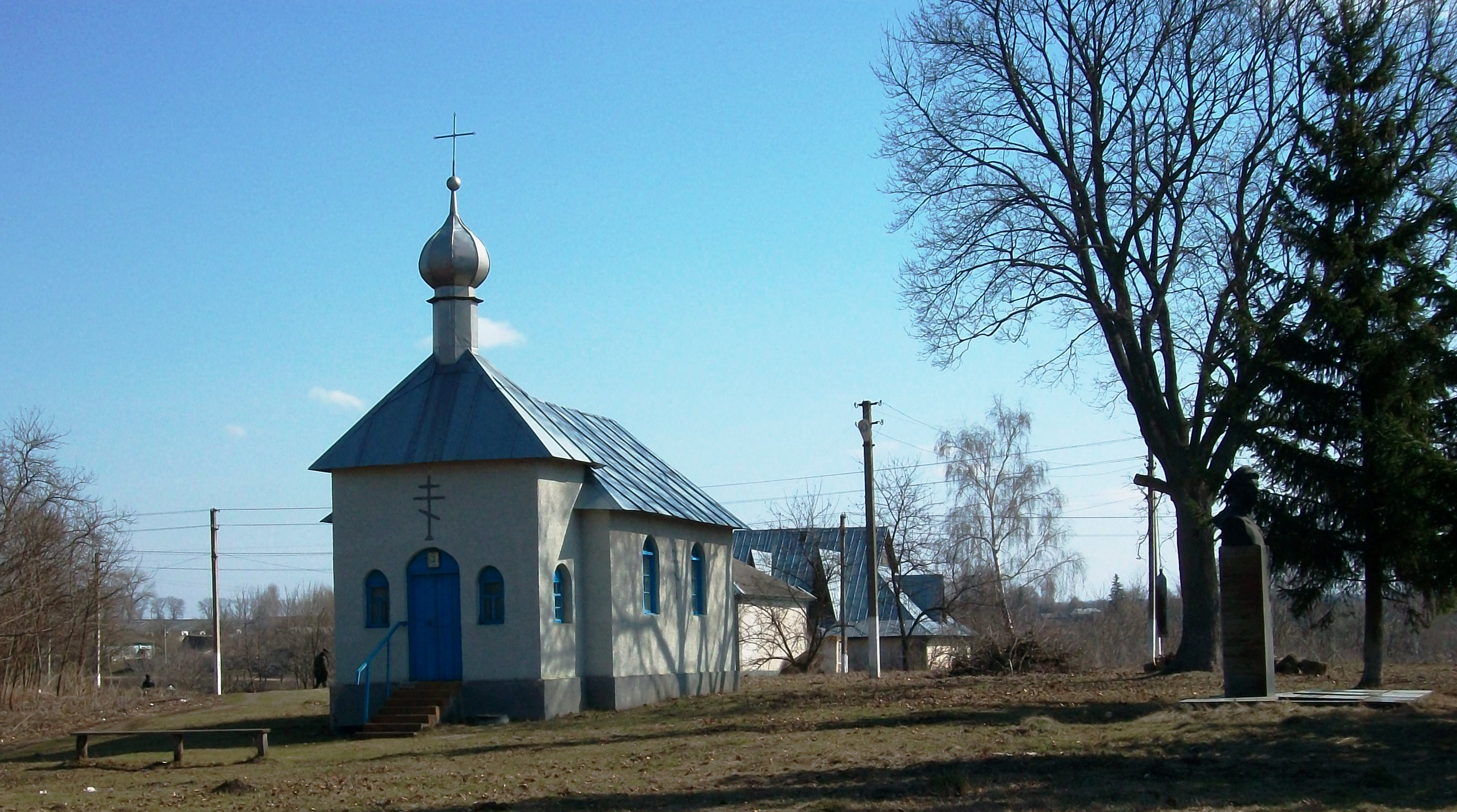
Церковь в селе

## Название
Название «Студенок» — от студеных ключей, которых множество на сельском ставке. Главный «Синяя криница» вытекает из под меловой горы.

## Географическое положение
Село Студенок находится на правом берегу реки Клевень, выше по течению на расстоянии в 6 км расположено село Харьковка, ниже по течению на расстоянии в 2 км расположено село Белокопытово.
По селу протекает пересыхающий ручей с запрудой. По реке проходит граница с Россией.

## История
- Село Студенок известно с XVII века. Основано беглыми кубанскими казаками, скрывавшимися от непосильных податей.

## Экономика
- Свинотоварная ферма.
- ООО «Червоный партизан».
- ЧП, Агрофирма «Студенок».

## Объекты социальной сферы
- Школа.

## Достопримечательности
- Братская могила советских воинов, погибших в Великой Отечественной войне.

## Известные люди
- Безуглов Григорий Викторович (1907—1987) — Герой Советского Союза, родился в селе Студенок.